# Viachaslau Makaranka
Viachaslau Mikalayevich Makaranka –en bielorruso, Вячаслаў Мікалаевіч Макаранка; en ruso, Вячеслав Николаевич Макаренко, Viacheslav Nikolayevich Makarenko– (Homel, 19 de septiembre de 1975) es un deportista bielorruso que compitió en lucha grecorromana.
Participó en dos Juegos Olímpicos de Verano, obteniendo una medalla de bronce en Atenas 2004 y el séptimo lugar en Sídney 2000.
Ganó dos medallas en el Campeonato Europeo de Lucha, oro en 2000 y bronce en 2002.

## Palmarés internacional
| Juegos Olímpicos   | Juegos Olímpicos      | Juegos Olímpicos  | Juegos Olímpicos |
| Año                | Lugar                 | Medalla           | Categoría        |
| ------------------ | --------------------- | ----------------- | ---------------- |
| 2004               | Atenas (Grecia)       | Medalla de bronce | 84 kg            |
| Campeonato Europeo |                       |                   |                  |
| Año                | Lugar                 | Medalla           | Categoría        |
| 2000               | Moscú (Rusia)         | Medalla de oro    | 76 kg            |
| 2002               | Seinäjoki (Finlandia) | Medalla de bronce | 84 kg            |